# Mary Gordon Murray
Mary Gordon Murray (Ridgewood (New Jersey), 13 novembre 1953) è un'attrice e cantante statunitense.
Ha recitato in sette musical di Broadway tra il 1976 ed il 2013: The Robber Bridegroom (1976), I Love My Wife (1977), Little Me (1982; candidata al Tony Award alla miglior attrice protagonista in un musical), Play Me A Country Song (1982), Into the Woods (1988), Footloose (1998) e Hands on Broadway (2013).

## Filmografia parziale

### Cinema
- Nata ieri (Born Yesterday), regia di Luis Mandoki (1993)
- Junior, regia di Ivan Reitman (1994)
- Evolver - Un amico pericoloso, regia di Mark Rosman (1995)

### Televisione
- Cold Case - Delitti irrisolti - serie TV, episodio 2x17 (2005)

## Doppiatrici italiane
- Sonia Scotti in Nata ieri
- Anna Rita Pasanisi in Cold Case - Delitti irrisolti